# Cattal
Cattal är en ort och civil parish i Storbritannien.   Den ligger i grevskapet North Yorkshire och riksdelen England, i den centrala delen av landet, 290 km norr om huvudstaden London. Cattal ligger 22 meter över havet och antalet invånare är 115.
Terrängen runt Cattal är platt, och sluttar österut. Runt Cattal är det ganska tätbefolkat, med 129 invånare per kvadratkilometer. Närmaste större samhälle är York, 15,6 km öster om Cattal. Trakten runt Cattal består till största delen av jordbruksmark.